# 헬렌 제롬 에디
헬렌 제롬 에디(Helen Jerome Eddy, 1897년 2월 25일 ~ 1990년 1월 27일)는 미국의 배우, 영화배우이다.

## 영화
- 《클론다이크 애니》 (1936)

- 스트라이크 업 더 밴드 (1940년)
- 스미스씨 워싱톤 가다 (1939년)
- 더 우먼 멘 메리 (1937년)
- 스토우어웨이 (1936년)
- 쇼 보트 (1936년)
- 나이트 플라이트 (1933년)
- 토치 싱어 (1933년)
- 옌 장군의 쓰디쓴 차 (1933년)
- 마타 하리 (1932년)
- 스키피 (1931년)
- 리칭 포 더 문 (1930년)
- 정염의 미녀 (1929년)
- 써니브룩 농장의 레베카 (1917년)